# Dismember
Dismember er et svensk dødsmetal-band, dannet i 1988 i Stockholm, Sverige, der var med til at etablere den svenske dødsmetal scene.

## Diskografi

### Demoer
- 1988: Dismembered
- 1989: Last Blasphemies
- 1989: Rehearsal
- 1990: Reborn in Blasphemy

### Studiealbum
- 1991: Like an Ever Flowing Stream (1991)
- 1993: Indecent & Obscene (1993)
- 1995: Massive Killing Capacity (1995)
- 1997: Death Metal (1997)
- 2000: Hate Campaign (2000)
- 2004: Where Ironcrosses Grow (2004)
- 2006: The God That Never Was (2006)
- 2008: Dismember (2008)

### Singler og ep'er
- 1991: Skin Her Alive (Single)
- 1992: Pieces (Ep)
- 1995: Casket Garden (Ep)
- 1997: Misanthropic (Ep)

### Dvd'er og videoer
- 2009: Under Bloodred Skies (DVD)
- 2004: Live Blasphemies (DVD)
- Soon to Be Dead
- Skinfather
- Dreaming in Red
- Casket Garden
- Trail of the Dead

## Medlemmer

### Nuværende medlemmer
- Matti Kärki – Vokal
- David Blomqvist – Guitar
- Martin Persson – Guitar
- Tobias Cristiansson – Bas
- Thomas Daun – Trommer

### Tidligere medlemmer
- Fred Estby – Trommer
- Johan Bergebäck – Bas
- Sharlee D'Angelo – Bas
- Richard Cabeza – Bas
- Magnus Sahlgren – Guitar
- Robert Sennebäck – Vokal, bas, guitar
- Erik Gustafsson – Bas